# Borthwickia trifoliata
Borthwickia trifoliata är en kaprisväxtart som beskrevs av W. W. Smith. Borthwickia trifoliata ingår i släktet Borthwickia och familjen kaprisväxter. Inga underarter finns listade i Catalogue of Life.